# Alfredo Darouiche
Alfredo Nadim Darouiche (Provincia de La Rioja, 5 de mayo de 1954 - Salta, 23 de abril de 2020) fue un médico clínico y político argentino que se había desempeñado en el cargo de Intendente de Aguaray durante cuatro años entre 2015 y 2019 y también supo ser miembro del Concejo Deliberante de Aguaray.

## Biografía
Alfredo Darouiche estudió medicina y se radicó en la ciudad de Aguaray, del Departamento General José de San Martín de la Provincia de Salta en 1985. Allí se casó con una joven con la cual tuvo tres hijos, la menor de las hijas se recibió al igual que su padre de doctora y el único hijo varón falleció en un accidente automovilístico.
Alfredo era el médico del pueblo y con la popularidad que la medicina le dio se presentó por primera vez a un cargo político en 2013. Darouiche buscaría una banca en el Concejo Deliberante por el Frente Salteño. En las elecciones PASO de 2013, Alfredo obtuvo 931 votos que lo ubicaban en el segundo puesto de los candidatos individuales más votados, su frente sería el tercero más elegido por detrás del partido del intendente Alcoba y del Partido de la Victoria. En las generales, Darouiche conseguiría dos bancas en el Deliberante, así obtuvo su primer cargo en la política pública. El doctor del pueblo obtendría 1.503	votos y sería el segundo candidato más votado detrás de Quinteros que representaba al oficialismo del intendente.
En 2015 buscó llegar a la Intendencia como candidato a jefe comunal del frente Romero+Olmedo. En las PASO, sería el segundo más votado con 1.194 votos por detrás de los 3.091 de Juan Carlos Alcoba que iba por su cuarto mandato. La sorpresa se daría en las elecciones ya que Darouiche daría vuelta los resultados y se alzaría como nuevo intendente: con 3.403 sufragios superó por 35 votos al intendente Alcoba.
Durante su Intendencia se enfrentó al exintendente Alcoba que en 2017 desembarcó en la presidencia del órgano legislativo. Los choques se debían a que el intendente acusaba al Deliberante de no aprobar proyectos del Ejecutivo y de subirse el sueldo de manera injustificada mientras desde el Concejo acusaban al intendente de no pagar los sueldos de los concejales opositores pero si de los oficialistas.
En 2019, a pesar de que muchos dirigentes intentaron convencerlo, no buscaría su reelección, aludiendo que no quería eternizarse en los puestos. Se presentaría como candidato a senador provincial por el Departamento General José de San Martín representando al espacio del candidato a gobernador Gustavo Sáenz. En las PASO obtendría una gran derrota contra el Partido de la Victoria que candidateaba a Manuel Pailler. Alfredo obtendría 11.138 votos pero el candidato del PV obtendría casi el triple, 41.609. En las generales si bien aumentaría la cantidad de votos perdería por una amplia diferencia, el intendente obtendría 14.094 votos mientras Pailler que se quedaría con la banca obtendría 44.785 votos; más del 50% de los válidos.
Luego de la derrota, Darouiche continuó con la medicina como había hecho durante su Intendencia ya que se tomaba las tardes para seguir la atención clínica.

### Fallecimiento
Darouiche fue diagnosticado con dengue en su variedad hemorrágica, luego de efectuarse los estudios en Tartagal y a su retorno a Aguaray, donde se descompensó el 22 de abril, por lo que fue trasladado por vía área hasta la ciudad de Salta.
Falleció promediando las 11 horas del 23 de abril en el Hospital San Bernardo de Salta.
Cerca de las 22 horas del día 23, y pese a la cuarentena, las calles de Aguaray se poblaron de vecinos. La gente salió en caravana, con velas y aplausos para despedir al destacado médico. La caravana estaba compuesta por niños, jóvenes y mayores, que demostraron su admiración y cariño. Tocaron las campanas de la Iglesia y hubo fuegos artificiales, el intendente que lo sucedió en la comuna decretó tres días de duelo.